# Keslerjev globoček
Keslerjev globoček (znanstveno ime Romanogobio kessleri) je vrsta sladkovodnih rib iz družine pravih krapovcev.

## Opis
Keslerjev globoček je majhna talna vrsta sladkovodnih rib, ki v dolžino zraste do okoli 12, izjemoma tudi do 15 cm. Zaradi talnega načina prehranjevanja ima okoli ust par brkom podobnih izrastkov, s katerimi v mulju išče razne majhne talne nevretenčarje. Po bokih ima vzdolž pobočnice med 40 in 42 lusk, hrbtna plavut pa je sestavljena iz osmih ali devetih žarkov.
Spolno dozori pri dveh ali treh letih, drsti pa se v poletnih mesecih v večjih skupinah v peščenih plitvinah. Samice takrat na peščena tla odložijo več skupkov iker, ki jih samci oplodijo z izbrizganim semenom. Oplojene ikre se oprimejo kamenja in vodnih rastlin.

## Razširjenost in uporabnost
Keslerjev globoček je razširjen v porečjih Donave in Visle in nima ekonomske vrednosti. Razširjen je v vodotokih Poljske, Avstrije, Češke, Ukraijne, Bolgarije, Romunije, Moldavije, Madžarske, Hrvaške, Srbije, Črn gore, Slovaške in Slovenije. V Sloveniji je uvrščen na seznam zavarovanih živalskih vrst.